# Zamek w Czemiernikach
Zamek w Czemiernikach z lat 1617–1624, wzniesiony przez biskupa płockiego Henryka Firleja w miejscowości Czemierniki. Dach przebudowano w XVIII i XIX wieku.

## Historia i architektura
W 1509 roku dziedzicem Czemiernik był ówczesny starosta lubelski Mikołaj Firlej z Dąbrowicy. Pierwszy dwór alkierzowy w stylu renesansowym zbudowano pod koniec XVI wieku.   

### Pałac Henryka Firleja
Pałac w stypie palazzo in fortezza został zbudowany na polecenie biskupa płockiego Henryka Firleja w latach 1617–1624. Obiekt wzniesiono na oskarpowanym cokole, ma trzy kondygnacje i był pierwotnie zwieńczony attyką oraz posiadał loggię widokową od strony ogrodu. W 2009 roku natrafiono na fundamenty czterech baszt alkierzowych, które znajdowały się w narożach pałacu. Wejście do budynku prowadziło do zamurowanej obecnie trójarkadowej loggi z wychodzącymi z niej kręconymi schodami prowadzącymi na pierwsze piętro. Takie ukształtowanie loggi mogło być wzorem dla pałaców w Kielcach i Podzamczu Piekoszowskim. Niżej, w wysokim podpiwniczeniu, znajdowała się część gospodarcza. Prawdopodobnie przy dekorowaniu wnętrz pałacu brał udział sztukator Jan Wolff, który pracował przy kościele w Czemiernikach i mauzoleum Firlejów przy kościele Dominikanów w Lublinie. W XVIII wieku zburzono cztery narożne baszty alkierzowe, zbudowano barokowy dach mansardowy, szczyty wolutowe, pałac otoczono płytką fosą z mostkiem prowadzącym do loggii. W połowie XIX wieku w miejsce wysokiego dachu zbudowano istniejącą do dzisiaj attykę neogotycką, zasypano fosę wokół pałacu i zamurowano arkady loggi.  

### Brama i Arsenał
W 1622 roku zbudowana została brama zamkowa w stylu manierystycznym zwieńczona niską wieżą. Prowadziła do niej od strony miasteczka grobla. Nad wejściem do bramy umieszczono opiętą barokowym obramieniem zdobionym rolwerkami tablicę pamiątkową z łacińskim napisem ku czci fundatora biskupa Henryka Firleja. Prawdopodobnie przed bramą był most zwodzony. Pomiędzy bramą i pałacem pomiędzy latami 1620–1629 zbudowano długi prostokątny późnorenesansowy budynek określany jako "arsenał" lub wozownia. Budynek ten jest starszy niż mur zachodni.  

### Fortyfikacje
Około 1624 roku pałac Firlejów otoczyły ceglane fortyfikacje bastionowe systemu starowłoskiego z czterema bastionami. Bastion południowy (bramny, I) i północny (II) posiadały sklepione kazamaty, a dwa pozostałe są wypełnione ziemią. Fortyfikacje z dwóch stron i częściowo od trzeciej przylegały do stawów, które wzmacniały walory obronne założenia. Stawy były zasilane wodami rzeki Tyśmienica. Przy pozostałych bokach do murów przylegały fosy. Obwarowania tego typu, zapóźnione już w XVII wieku, przypuszczalnie wzorowano na ilustracjach traktatu z 1564 roku, którego autorami byli Girolamo Maggi (Hieronymus Magius) i Giacomo Castrioto. W murze we wnękach od wewnątrz umieszczono strzelnice kluczowe do broni ręcznej rozmieszczone w odległościach od 2,30 m do 3,80 m. Od wewnątrz mur na wyższym terenie miał wysokość ok. 2 metrów, a od zewnątrz ok. 4 metry. W bastionach znajdowały się strzelnice dla artylerii. Mur od strony zachodniej przypuszczalnie jest starszy, ponieważ zbudowany jest z grubszej cegły niż w pozostałych częściach fortyfikacji.   
Od 1625 roku przez kilka miesięcy na zamku przebywał król Polski Zygmunt III Waza z żoną Konstancją Habsburg i córką Anną Katarzyną chroniąc się przed panującą w Krakowie zarazą. W 1632 roku kantor tarnowski Szymon Starowolski z uznaniem opisywał kwaterowe ogrody zamkowe w Czemiernikach zaprojektowane przez ogrodników z Flandrii. Dzięki fortyfikacjom założenie zamkowe nie zostało zdobyte i zniszczone podczas Potopu szwedzkiego w połowie XVII wieku.  
Między 1677 a 1680 r. dobra Czemierniki (z Markuszowem) kupił król Jan III Sobieski, który kilkakrotnie przebywał w rezydencji wystawiając w niej różne dokumenty. Po śmierci króla dobra i pałac odziedziczył jego syn Jakub Sobieski, który także odwiedzał rezydencję. W 1719 roku pałac w drodze kupna przeszedł w ręce Stefana Humieckiego (Humięckiego), wojewody podolskiego.    

### Przebudowa Humięckich
Po 1736 roku na polecenie Stefana lub Ignacego Humięckich pałac przebudowano w stylu barokowym - w miejsce attyki założono dach mansardowy, zbudowano późnobarokowe szczyty wolutowe, barokowe tympanony i wykopano płytką fosę wokół pałacu (w stylu a’la Ludwik XVI). Wtedy też przypuszczalnie zburzono cztery baszty alkierzowe w narożach pałacu. Pałac wg palladiańskiego północnowłoskiego wzorca casa di villa wzorowano w pewnym zakresie na pracach architekta Andrea Palladio. Pałac był odcięty od pozostałej części założenia osobną fosą. Wejście prowadziło przez mostek prowadzący nad fosą do loggi.   
Po śmierci Stefana Humieckiego dobra obejmujące pałac przeszły na własność jego syna stolnika koronnego Ignacego Humieckiego. Po nim w latach 1751–1777 zamkiem zarządzała wdowa po nim Teresa Humiecka. Po jej śmierci właścicielką została córka Stefana Humięckiego, Izabela, której mężem był kanclerz Jan Małachowski.   
W latach 1783–1809 właścicielem dóbr Czemierniki był marszałek Sejmu Czteroletniego Stanisław Małachowski. Na mocy testamentu częściowo majątek odziedziczyła jego siostra Marianna Teresa Małachowska, która wyszła za mąż za Jana Kazimierza Steckiego Olechnowicza (1730–1820). Ich syn Karol Stecki Olechnowicz (1770–1815) ożeniony z Marią Morsztyn (1774–1812) przekazał Czemierniki córce Aleksandrze, gdy poślubiła Michała Gedeona Radziwiłła. Drugą część majątku Stanisław Małachowski zapisał Marii Urszuli Radziwiłł, córce swojej drugiej żony. Maria Urszula Radziwiłł wniosła dobra czemiernickie w postaci wiana do rodziny Krasińskich, wychodząc w 1803 roku za mąż za Wincentego Krasińskiego, choć formalnym właścicielem był później jego syn pisarz "wieszcz narodowy" Zygmunt Krasiński. Po śmierci Michała Gedeona Radziwiłła w 1850 roku, Wincenty Radziwiłł kupił drugą część majątku i scalił na powrót obie części. 

### Przebudowa Krasińskich
W 1813 roku spłonął dach pałacu, w miejsce którego około 1852 roku wprowadzono prostą neogotycką attykę kryjącą nową drewnianą konstrukcję dachu pogrążonego. Zamurowano także arkady loggi i dodano nową klatkę schodową z żeliwnymi schodami. Z tego okresu pochodzą XIX wieczne drzwi i marmurowe kominki. Przeprowadzony wówczas remont upamiętnia tablica umieszczona we wschodniej elewacji pałacu z tekstem „Firlej postawił czas zrujnował Wincenty Hr. Krasiński restaurował pod zarządem Józefa Kotarbińskiego rok 1852”. Córka Zygmunta Krasińskiego, Maria Beatrycze (1850-1884), otrzymała majątek czemiernicki jako posag wychodząc w 1877 roku za mąż za Edwarda Aleksandra Raczyńskiego. Ich syn, Karol Roger Raczyński, ożeniony z księżniczką Stefanią Hortensją Taidą Światopełk-Czetwertyńską (1879-1948) odziedziczył majątek Czemierniki i był jego właścicielem do 1944 roku. Podczas II wojny światowej założenie zamkowe zostało zajęte przez Niemców. 
Po 1944 roku majątek z zamkiem przejął Skarb Państwa i po remoncie wykonanymi w 1951 roku obiekt służył za dom wczasowy, siedzibę PGR Czemierniki, a w latach 80. XX wieku jako Dom Dziecka. W tym okresie stan budowli mocno się pogorszył. 
W 2002 roku zamek powrócił do rąk spadkobierców rodziny Raczyńskich, którzy sprzedali założenie zamkowe firmie Berken S.A. będącej własnością Piotra Baczkowskiego pseudonim "Łapa” (znanego też jako Peter von Bakov). Następnie Piotr Baczkowski przekazał obiekt założonej przez siebie Fundacji "Fortalicja Czemierniki" z siedzibą w dworze we wsi Opypy, w której zarządzie zasiada jego żona Katarzyna i córka Agnieszka Bączkowska Maśluszczak. Z unijnego programu RPO fundacja otrzymała 2,3 mln zł na remont obiektu, jednak prace, które miały zakończyć się w 2011 roku, nie zostały w przewidzianym czasie wykonane. W 2014 roku pałac był własnością firmy BioEnergia spółka jawna w Czemiernikach. W 2015 roku obiekt wystawiono na licytację komorniczą. W 2017 roku rozstrzygnięto konkurs architektoniczny na budowę hotelu na terenie założenia zamkowego.

## Badania
- 1979
- 1983–1987, Jerzy Cichomski[5]
- 2008, architektoniczne A. Kadłuczka; archeologiczne Czesław Hadamik, Jacek Koj[5]

## Galeria

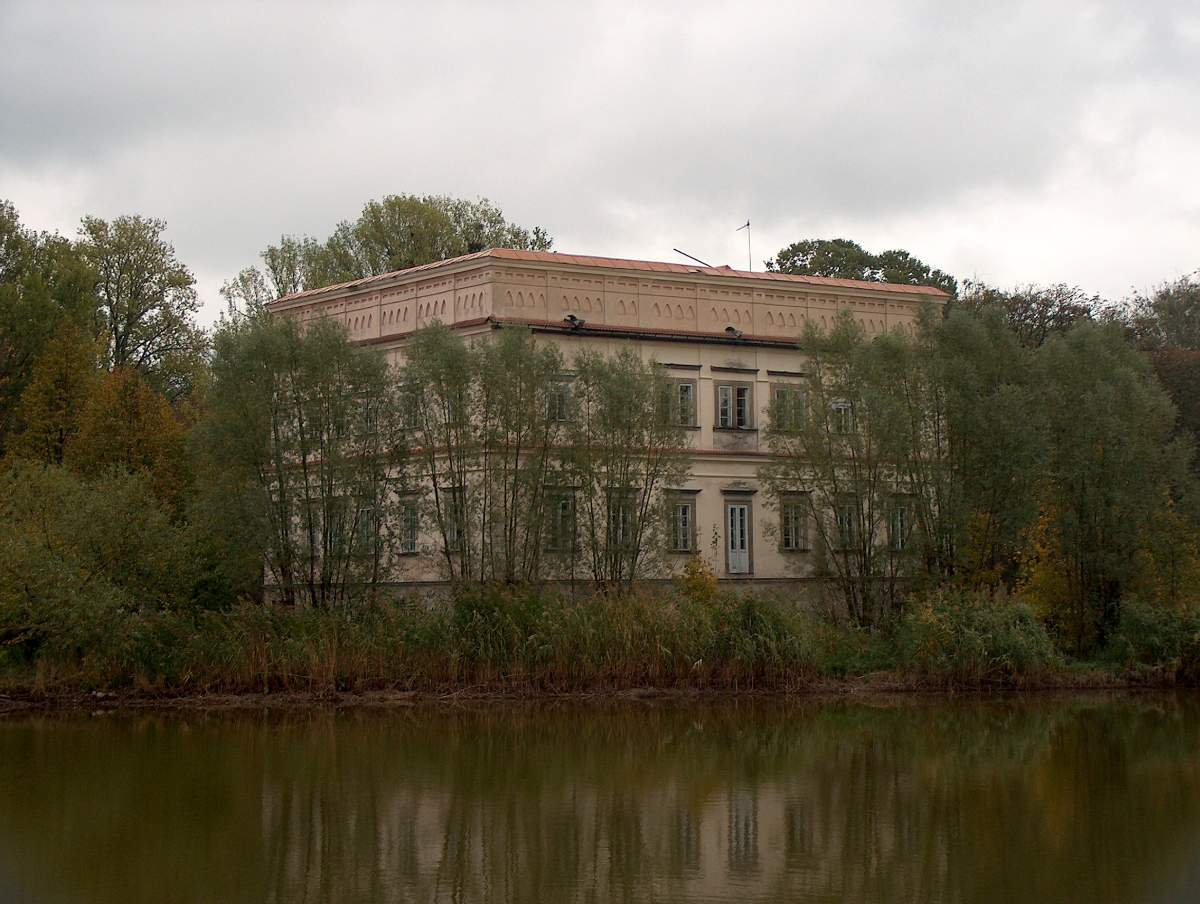
Pałac na terenie zamku
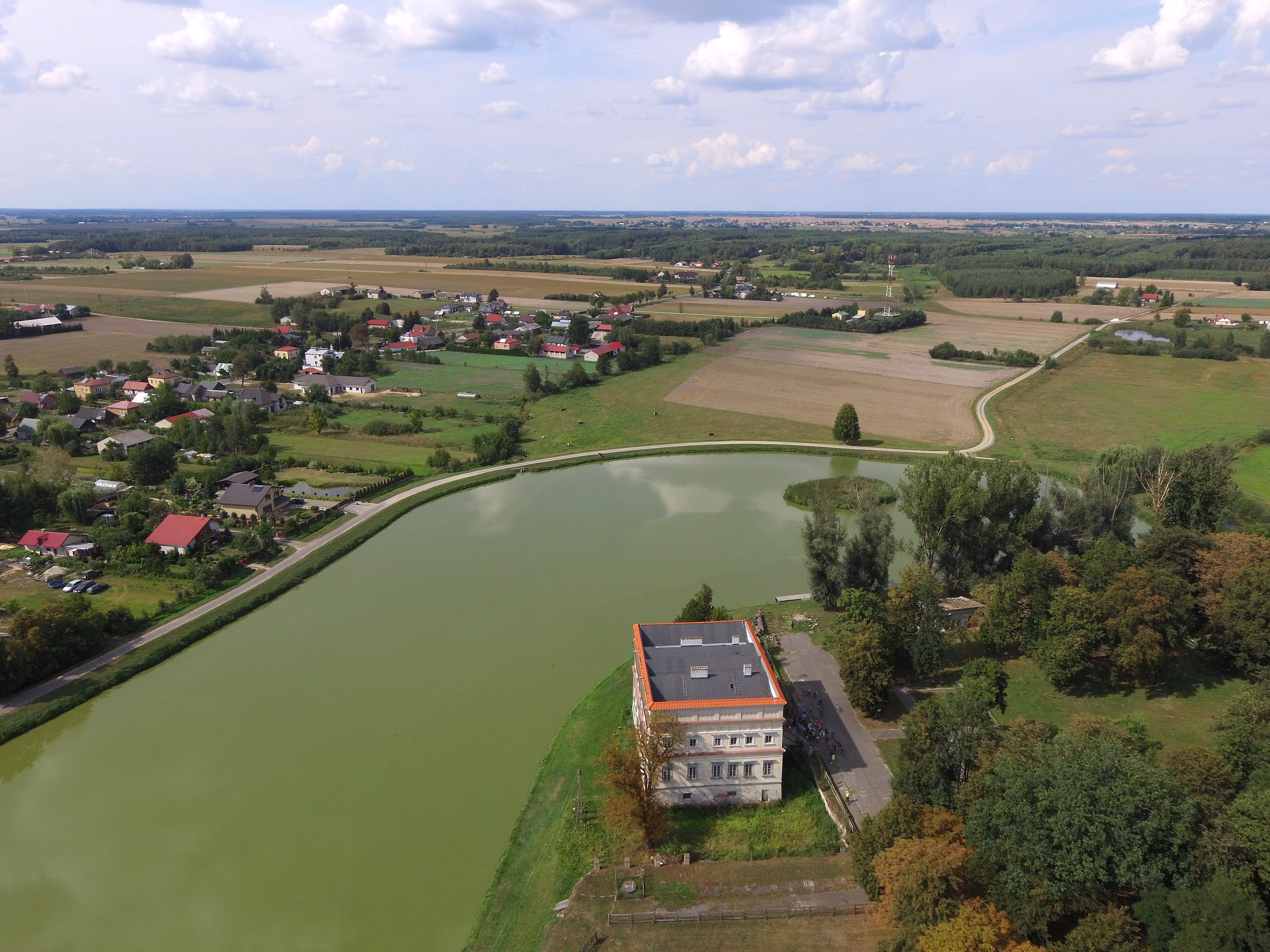
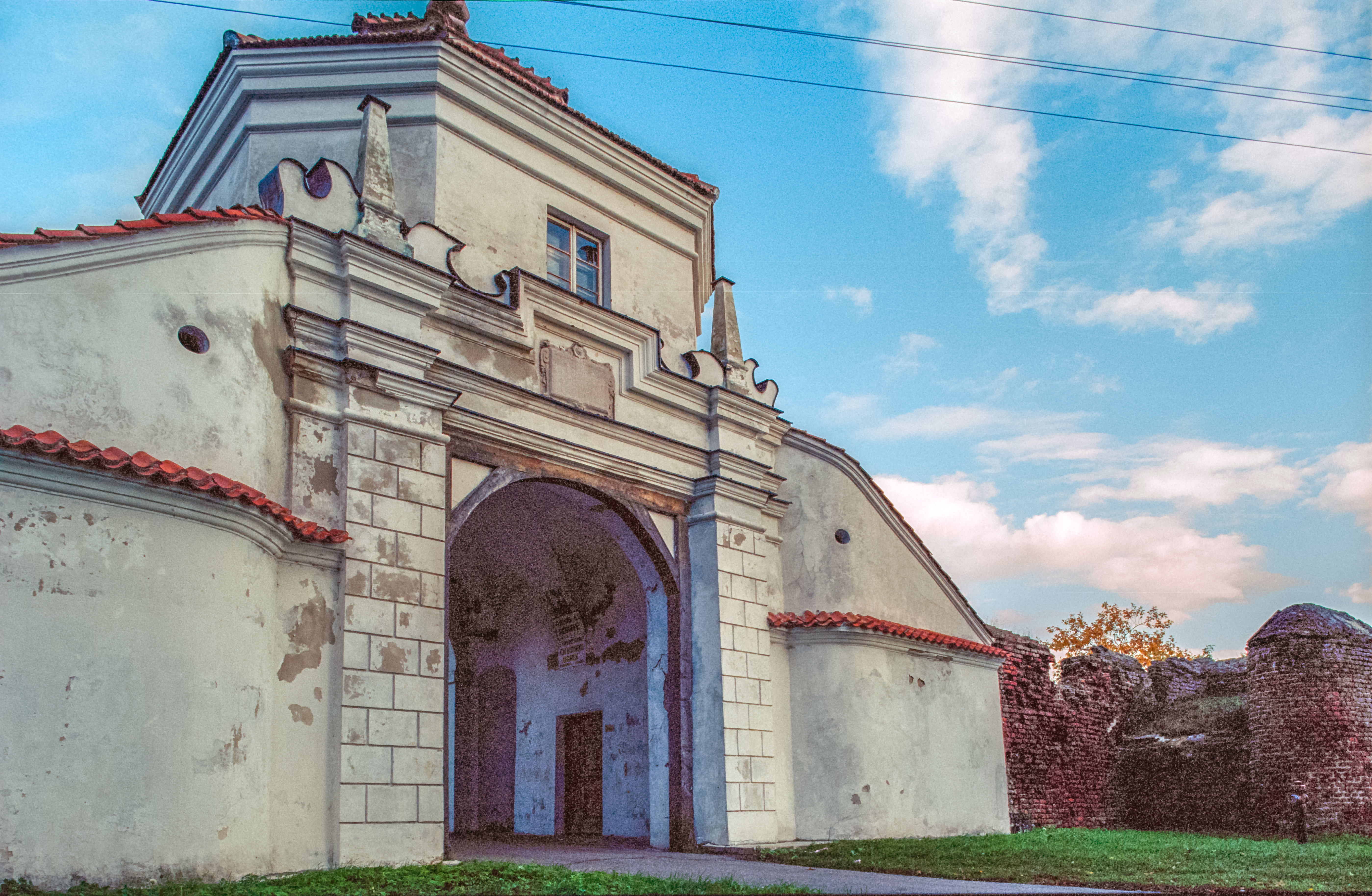
Brama zamkowa z 1622 roku
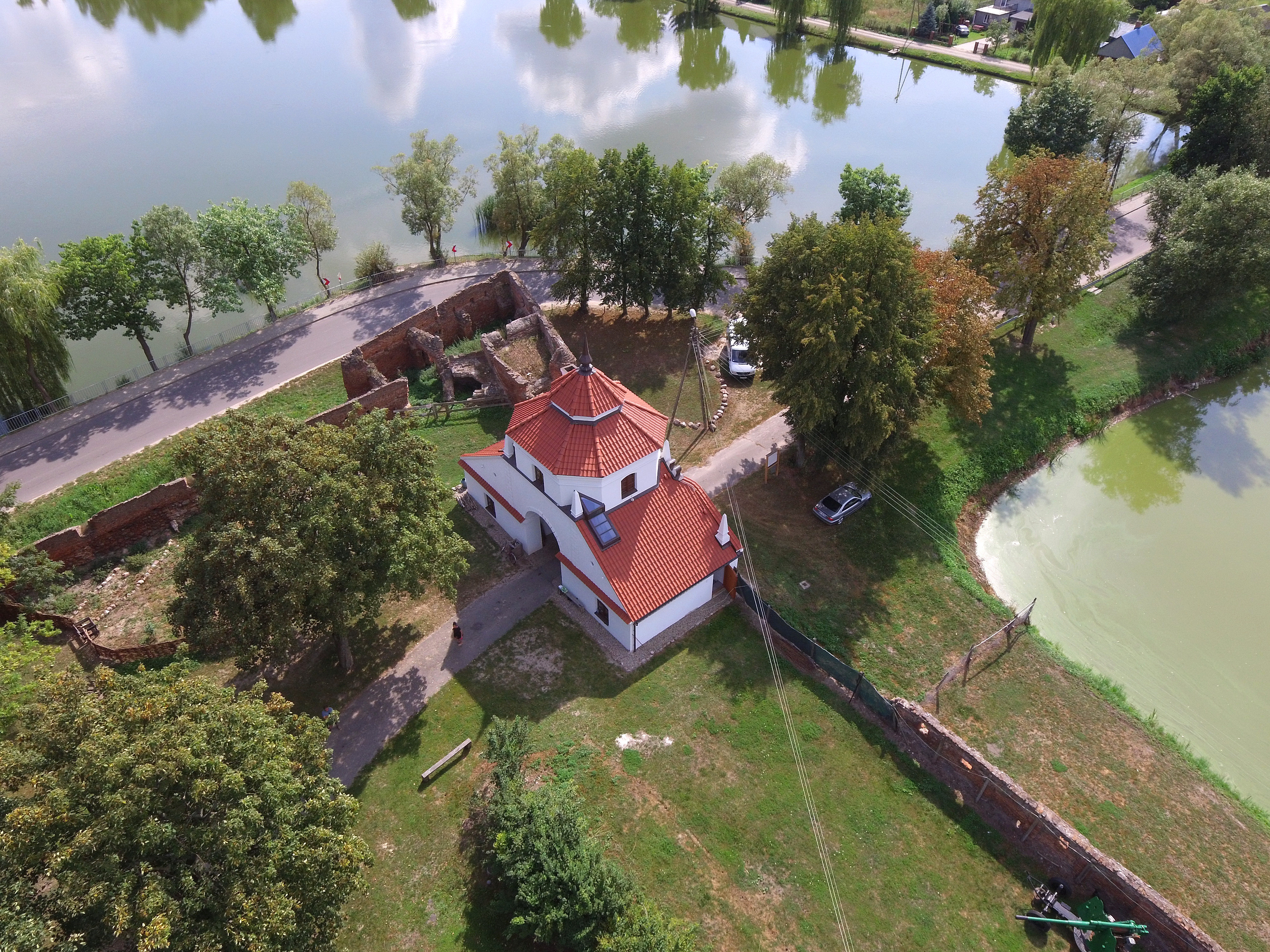
Brama zamkowa i bastion przybramny
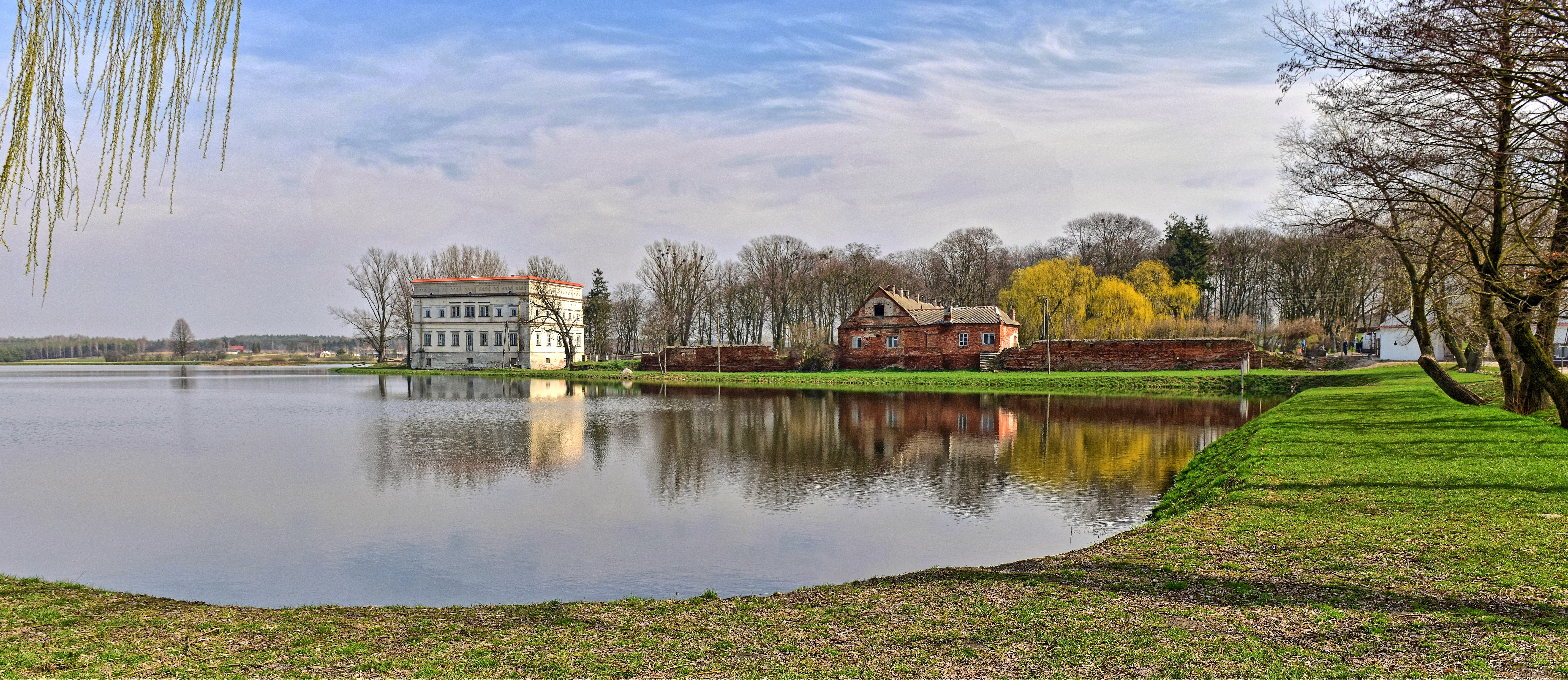
Po prawej grobla prowadząca do bramy. Pośrodku "Arsenał".
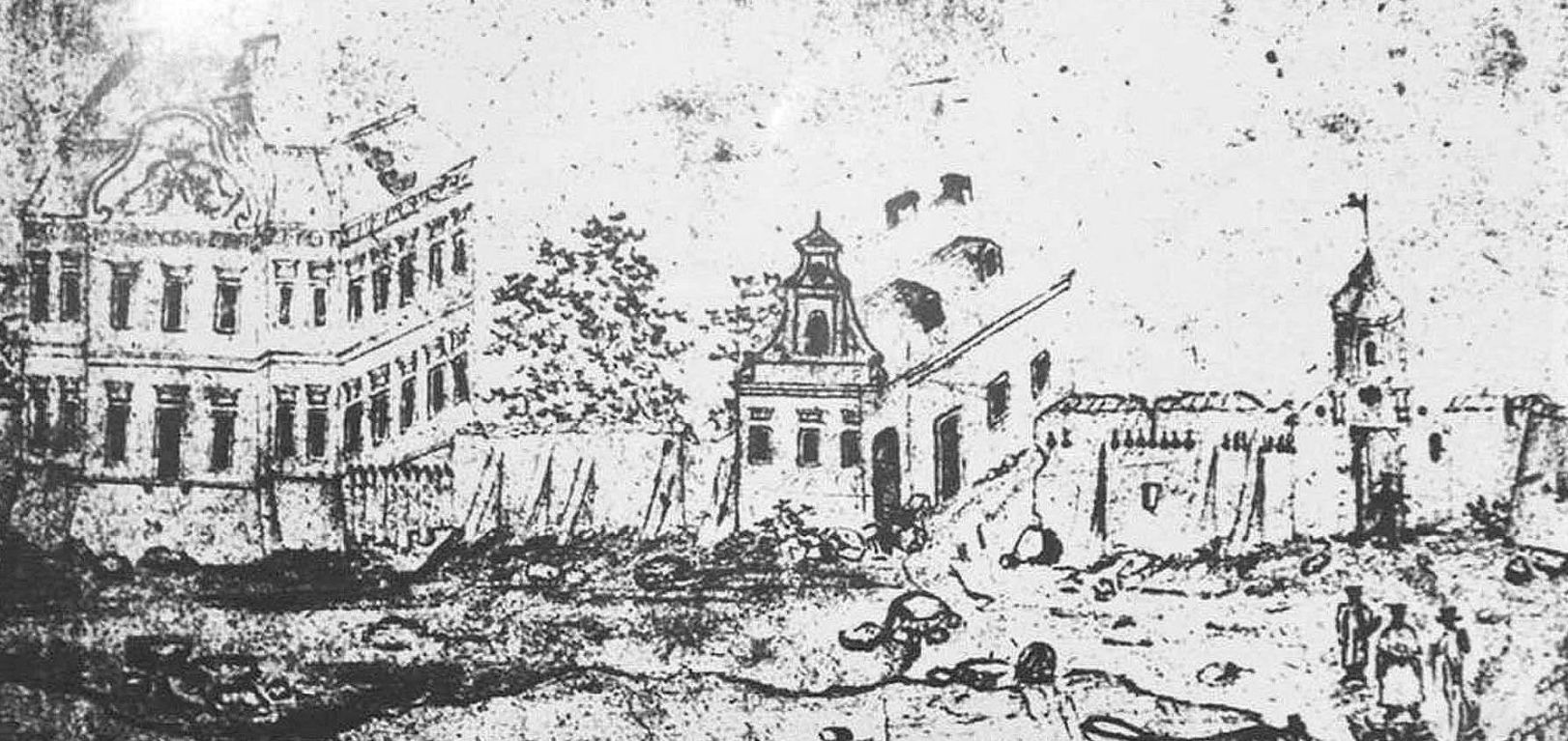
Czemierniki w 2 połowie XVIII wieku